# Chocolate Puma
Chocolate Puma, également connu en tant que Zki & Dobre, est un duo de disc jockeys techno et producteurs néerlandais composé de René ter Horst & Gaston Steenkist.
Qualifiés de « légendes vivantes de la House Music » par le magazine DJ Mag, ils ont sorti quantité de titres sous différents noms : Basco, Bombers (2), René & Gaston, Collin Bros, DJ Manta, DJ Zki & Dobre, Fresh Tunes, Glenn Masters, The Good Men, The, Horst Pulmann & Guss Van Vlaanderen, Jark Prongo, JP, Klatsch!, Mechanical Soul Saloon, Mpari, Rhythmkillaz, Riva, Stainless, Tomba Vira. Tout au long de leur carrière, ils collaborent régulièrement avec nombre de DJ connus dont, au milieu des années 2010, avec Oliver Heldens.

## Biographie
Le duo se forme en 1991 après s'être rencontrés à Haarlem quelques mois plus tôt
Give it up, sous le pseudonyme de « The Good Men », est leur plus grand succès, et se classa dans pas moins de dix pays, comme aux Pays-Bas où le single fut classé 6e du top 100, ou au Royaume-Uni où le titre atteignit la 1re place.
Après plus de 20 ans de carrière, le duo cartonne toujours autant : I can't understand atteignit la 1re place du top 100 établi par Beatport en 2014 et d'autres singles comme I Could Be Wrong (Spinnin' Records), mais aussi Snap That Neck (avec Laidback Luke, Mixmash Records) connurent le même succès.
Le duo est propriétaire de leur label de musique house nommé Pssst Music, mais peu de singles du groupe y parurent.

## Discographie partielle[7]
Sous le nom René & Gaston, le duo a publié des maxis 45 tours entre 1992 et 1999 sur deux labels : Fresh Fruits, puis Pssst Music.

### Singles
- 2012 : Gimme Sum (avec Gregor Salto) [Pssst Music]
- 2012 : Hypnotism [Pssst Music]
- 2013 : 2000 People [Mixmash Records]
- 2013 : Stiffness (avec Sunnery James & Ryan Marciano) [X]
- 2013 : Sausage Fest (avec Firebeatz) [Spinnin Records]
- 2013 : Go Go Boots
- 2014 : Afrika [Brobot Records]
- 2014 : Step Back (feat. Kris Kiss) [Mixmash Records]
- 2014 : Rubberband Lazer [Dim Mak]
- 2014 : I Can't Understand (avec Firebeatz) [Spinnin Records]
- 2015 : Chicago Disco (avec Tommie Sunshine) [Size Records]
- 2015 : Lost Your Groove (avec Junior Sanchez) (feat. Arama) [Dim Mak Records]
- 2015 : I Could Be Wrong [Spinnin Records]
- 2015 : Snap That Neck (avec Laidback Luke) [Mixmash Records]
- 2015 : The Max [Dim Mak Records]
- 2015 : Scrub The Ground (avec Tommie Sunshine & DJ Funk) [Heldeep]
- 2015 : Popatron / Jegog [Spinnin' Deep]
- 2015 : Jegog [Spinnin' Premium / Téléchargement gratuit]
- 2016 : Listen To The Talk [Spinnin' Records]
- 2016 : Lullaby (avec Firebeatz) (feat. Bishøp) [Spinnin' Records]
- 2016 : Space Sheep (avec Oliver Heldens) [Heldeep Records]
- 2016 : Raise Your Hands Up (avec Sander van Doorn) [Musical Freedom]
- 2016 : Steam Train (avec HI-LO) [Heldeep Records]
- 2016 : Take The Ride (avec Tommie Sunshine) [Heldeep Records]
- 2017 : The Stars Are Mine (avec Pep & Rash) [Spinnin' Deep]
- 2017 : Rising Up (avec Bart B More) [Spinnin' Deep]
- 2017 : Hippo (avec Moksi) [Heldeep Records]
- 2018 : Gotta Get Away (feat. Chateau) [Spinnin' Records]
- 2018 : Tear This Mother Down (avec Tommie Sunshine) (feat. MX2) [Heldeep Records]
- 2019 : Zhong (avec Carta) [Axtone Records]

### Remixes
- 2013 : Orlando Voorn - In Da Jungle (Chocolate Puma Remix) [Big & Dirty (Be Yourself Music)]
- 2013 : Norman Doray - Filtre (Chocolate Puma Remix) [LE7ELS]
- 2013 : Kaskade - Atmosphere (Chocolate Puma Remix) [Ultra]
- 2013 : Chromeo - Sexy Socialite (Chocolate Puma Remix) [Big Beat Records]
- 2014 : GotSome, The Get Along Gang - Bassline (Chocolate Puma Remix) [Defected]
- 2014 : Mayra Veronica - Mama Mia (Chocolate Puma Dub) [Ultra]
- 2014 : Ummet Ozcan, NERVO, R3hab - Revolution (Chocolate Puma Remix) [SPRS]
- 2014 : Melanie Martinez - Dollhouse (Chocolate Puma Remix) [Atlantic Records]
- 2014 : Hard Rock Sofa - Arms Around Me (Chocolate Puma Remix) [Axtone Records]
- 2014 : Bart B More - Cowbell (Chocolate Puma) [Rising Music]
- 2015 : Michael Calfan - Treasured Soul (Chocolate Puma Remix) [Spinnin' Remixes]
- 2015 : Hardwell - Eclipse (Chocolate Puma Remix) [Revealed Recordings]
- 2017 : Bodyrox - Yeah Yeah (Chocolate Puma Remix) [Spinnin' Records]